# 머리전달함수

머리전달함수의 필터링 효과

머리전달함수(Head Related Transfer Function, HRTF)은 동일한 소리를 전방위에서 발생시켜 방향에 따른 주파수 반응을 측정하여 3차원 함수로 정리한 것을 말한다. 한때, 일본에서 들어온 번역명인 두부전달함수(頭部伝達関数)가 쓰인적이 있었으나 현재는 학계에서 머리전달함수라는 정정한 용어를 사용한다.

## 같이 보기
- 바이노럴 레코딩
- 돌비 애트모스
- 두영효과
- OpenAL
- 사운드바